# Danone
Danone ist ein weltweit tätiges Lebensmittelunternehmen, das 1919 in Barcelona gegründet wurde und seinen Hauptsitz in Paris hat. Es ist an der Euronext notiert und zählt zum Kursindex CAC 40.
Die Danone-Gruppe entstand 1973 aus der Fusion von Gervais-Danone mit der französischen Gruppe Boussois-Souchon-Neuvesel (BSN). Seit 1994 nutzt die Gruppe den Namen Danone. Die Gruppe beschäftigt knapp 90.000 Mitarbeiter und verfügt über 190 Produktionsstätten (Stand: Ende 2023).

## Unternehmensgeschichte

### Entwicklung von Danone bis zur Fusion mit BSN (1919–1973)

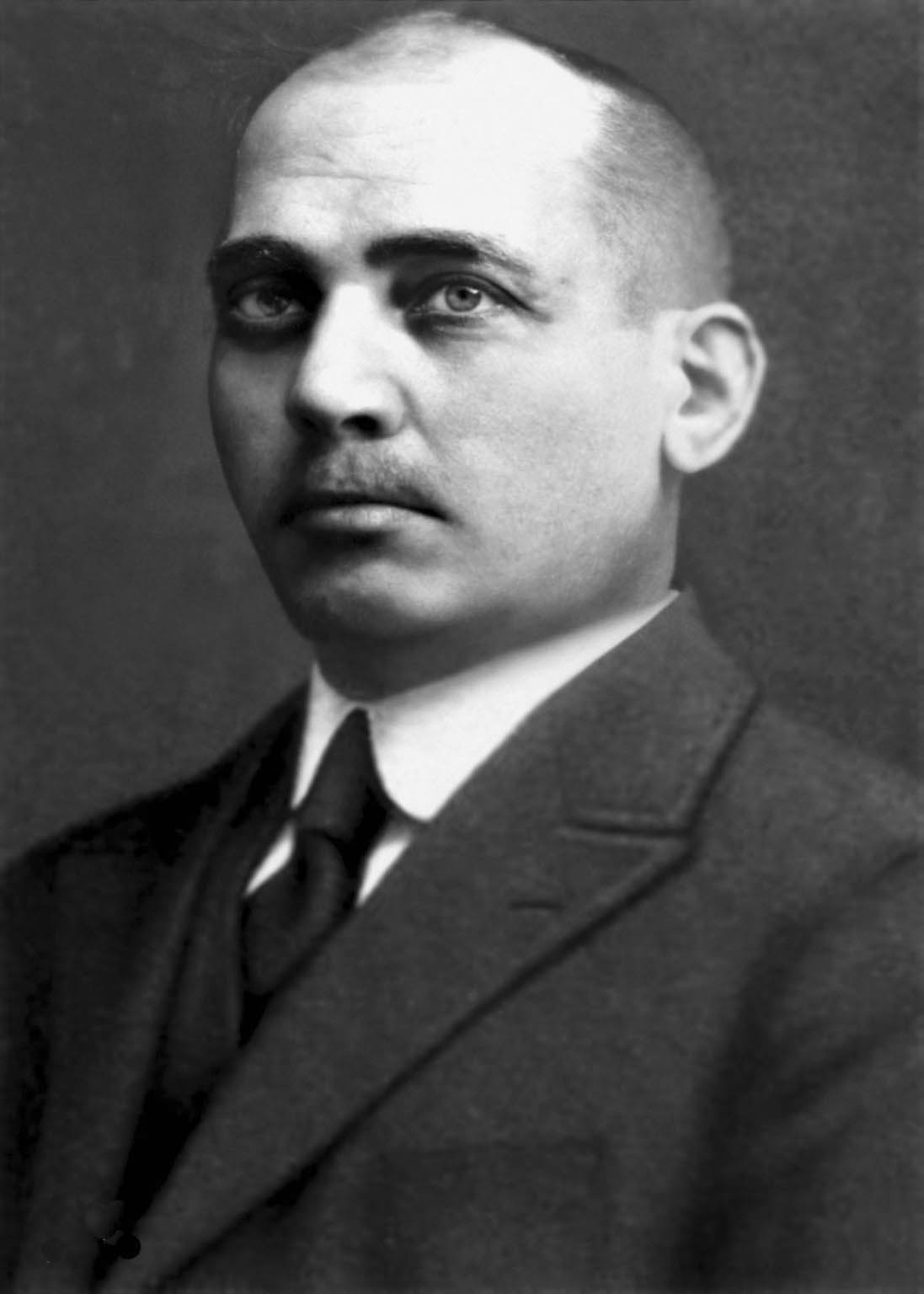
Isaac Carasso

1919 führte Isaac Carasso, ein in Barcelona lebender sephardischer Jude, einen Joghurt ein, der durch verdauungsfördernde Milchfermente positiv auf die Gesundheit von Kindern mit Darmerkrankungen wirken sollte. Der Joghurt basierte auf den Arbeiten des Nobelpreisträgers Ilja Iljitsch Metschnikow und wurde in Apotheken, in wiederverwertbaren Porzellangläsern und auf Empfehlung von Ärzten verkauft. Carasso gab seinem Produkt den Namen „Danone“ (katalanisch für „kleiner Daniel“), den Spitznamen seines Sohnes Daniel.
Daniel Carasso gründete nach einem Studium in Marseille und einem Praktikum am Institut Pasteur 1929 die Société Parisienne du Yoghourt Danone in Paris. Damals war Joghurt in Frankreich praktisch unbekannt – wie zehn Jahre zuvor in Spanien. Daniel Carasso setzte auf Werbung und Marketing, um dem Spezialprodukt breite Käuferschichten zu erschließen.
1941 floh er in die Vereinigten Staaten. Ein Jahr zuvor hatte die Deutsche Wehrmacht Frankreich besiegt. In New York setzte er seine geschäftlichen Aktivitäten fort, nun in Partnerschaft mit einem spanischen Geschäftsmann und dessen Sohn. Letzterer sollte mit seinem Gespür für Marketing Dannon, den amerikanisierten Markennamen von Danone, in den USA bekannt machen. Die Geschäftspartner erwarben ein kleines Unternehmen für griechischen Joghurt in der Bronx und starteten im Oktober 1942 die Herstellung von geschmacksneutralem Joghurt. Bis 1949 blieb das Geschäft wenig ertragreich. Erst die Beimischung von Marmelade verhalf dem Joghurt zum Erfolg auf dem amerikanischen Markt. 1959 wurde das Unternehmen von Beatrice Foods gekauft.
Nach Ende des Zweiten Weltkriegs kehrte Daniel Carasso nach Europa zurück. Er vergrößerte die Geschäfte durch die Errichtung von Produktionsanlagen in weiteren Ländern und durch Fusionen mit anderen Unternehmen der Lebensmittelbranche. Auf diese Weise kam es 1967 zum Zusammenschluss mit dem Käseunternehmen Gervais. 1973 folgte die Fusion von Gervais-Danone mit dem Glashersteller BSN.

### Entwicklung von BSN bis zur Fusion mit Gervais-Danone (1966–1973)
Antoine Riboud (1918–2002) erbte 1958 La Verrerie Souchon-Neuvesel, ein Unternehmen für Glasherstellung. Bis 1966 konzentrierte es sich auf Flachglas. In jenem Jahr fusionierte La Verrerie Souchon-Neuvesel mit Glaces de Boussois, einem Hersteller von Fensterglas für Gebäude, Spiegel und die Automobilindustrie. Das zusammengeschlossene Unternehmen nannte sich Boussois Souchon-Neuvesel. Ab 1967 nutzte es das Kürzel BSN. Antoine Riboud fungierte als BSN-Präsident.
Nachdem Ribouds Versuch gescheitert war, den deutlich größeren Wettbewerber Saint-Gobain zu übernehmen, baute er das Unternehmen nach 1969 schrittweise in einen Lebensmittelhersteller um. 1970 erwarb BSN die Société anonyme des eaux minérales d’Évian, zusammen mit deren Tochterunternehmen für Babynahrung, sowie die Brauereien Société européenne de brasserie und Brasseries Kronenbourg. Auf den französischen Märkten für Babynahrung, Mineralwässer und Bier wurde BSN so rasch zu einem wichtigen Akteur. Auch im Markt für Flachglas expandierte BSN. Es errichtete 1970 die deutsche Tochter Flachglas AG. 1972 wurde BSN zudem Haupteigentümer der belgischen Glaverbel. Damals beherrschte BSN fast die Hälfte des europäischen Marktes für Flachglas.
Zum Jahresanfang 1973 erfolgte der Zusammenschluss von BSN und Gervais-Danone. Auf diese Weise entstand der damals größte Nahrungsmittelkonzern Frankreichs.

### Krisenjahre und Fokussierung (1973–1980)
Der Flachglas-Bereich geriet infolge des Ölpreisschocks von 1973 in Schwierigkeiten, denn der gesamtwirtschaftliche Abschwung erfasste auch die für Flachglas zentralen Märkte für Neuwagen und Immobilien. Die Produktionskosten wurden zudem durch steigende Preise für Material und Energie belastet. BSN Gervais-Danone reagierte mit Modernisierungen: In Nordfrankreich wurden drei neue Fabriken errichtet; der Maschinenpark der bestehenden europäischen Werke wurde vielfach erneuert. Dennoch wurden ab 1974 mehr als 20 Flachglas-Öfen aufgegeben, die Belegschaft wurde um 30 Prozent reduziert. Die Kosten zur Bewältigung der Krise beliefen sich auf insgesamt 2,5 Mrd. FF. Vor dem Hintergrund dieser Erfahrungen setzte BSN Gervais-Danone fortan neue Schwerpunkte. Von nun an waren Flachglas-Aktivitäten lediglich eine Ergänzung für den Lebensmittel- und Getränkebereich.
1973 beteiligte sich BSN Gervais-Danone an Ebamsa (später Font Vella genannt), dem führenden spanischen Mineralwasserabfüller. 1978 folgte eine Beteiligung an der belgischen Brauerei Alken. Im Jahr darauf übernahm BSN Gervais-Danone ein Drittel der Anteile von Mahou (spanische Brauerei) sowie von Wührer (italienische Brauerei), ferner die Anteilsmehrheit der belgischen Brauerei Anglo Belge. Die Lebensmittelsparte wurde ebenfalls durch Zukäufe gestärkt. 1980 übernahm BSN Gervais-Danone den Lebensmittelbereich von Générale occidentale. Im selben Jahr erwarb BSN Gervais-Danone zwei Unternehmen für Tiefkühlprodukte und Eiscreme. 1980 gründete das Unternehmen mit Ajinomoto ein Joint Venture und fand so den Einstieg in den japanischen Markt. Darüber hinaus übernahm BSN Gervais-Danone 1980 auch zwei Brauereien in Nigeria.

### Abbau des Glasbereichs und Ausbau bei Getränken und Lebensmitteln (1980–1989)
Die zweite Ölpreiskrise von 1979/1980 beschleunigte die Aufgabe der Flachglas-Aktivitäten. Bis 1982 verkaufte BSN Gervais-Danone seine entsprechenden Tochterfirmen und Bereiche in Deutschland, Österreich, Belgien, den Niederlanden und Frankreich. Im Bestand verblieben neun Glasbehälterfabriken. 1985 veräußerte das Unternehmen sein Glasgefäße- und Glasgeschirrgeschäft.
1981 erwarb BSN Gervais-Danone Dannon, dieses Unternehmen war zu diesem Zeitpunkt zum größten amerikanischen Joghurt-Hersteller aufgestiegen. 1983 verkürzte BSN Gervais-Danone seinen Namen zu BSN. Ein Jahr später erwarb es die beiden Champagner-Erzeuger Pommery et Greno und Lanson Père & Fils, die bis 1990 zu BSN gehörten. 1986 kaufte BSN den führenden kontinentaleuropäischen Kekshersteller Générale Biscuit (unter anderem mit der Marke LU). Im Jahr darauf wurde Sonnen Bassermann übernommen. 1988 folgte die vollständige Übernahme der fusionierten belgischen Brauereien Alken und Maes, ferner von HP Foods sowie von Lea & Perrins. 1989 erwarb BSN alle europäischen Nahrungsmittel-Aktivitäten von Nabisco und wurde so zum seinerzeit zweitgrößten Keksproduzenten weltweit. Durch Zukäufe von italienischen Nahrungsmittelherstellern wurde BSN zum damals größten Nahrungsmittelanbieter der Halbinsel.

### Forcierte Internationalisierung und Straffung (1990–2007)
In der ersten Hälfte der 1990er Jahre verstärkte das Unternehmen seine Internationalisierungsbestrebungen. Osteuropa und Asien standen dabei im Mittelpunkt, aber auch das südliche Afrika und Lateinamerika. So erwarb es Gebäckhersteller in Tschechien und Russland. Zusammen mit einem indischen Partner übernahm das Unternehmen die Nahrungsmittelgeschäfte von Nabisco in der Region Asien-Pazifik; drei Jahre später zahlte es seinen indischen Partner aus. Auch in China wurde das Unternehmen mit Hilfe von Joint Ventures aktiv. 1994 erwarb es 49 Prozent der Anteile von Campineira de Alimentos, dem zweitgrößten brasilianischen Anbieter von Keksen. In Frankreich stärkte das Unternehmen seine Marken- und Produktionsbasis, 1993 beispielsweise durch die Akquisition von Volvic und der Société des Sources du Mont Dore.
1994 entschied sich das Unternehmen, seinen Namen an die wichtigste Marke anzupassen. Es agierte anschließend als Groupe Danone. Im Mai 1996 übernahm Franck Riboud von seinem Vater die Leitung des Unternehmens. 1996 baute Danone sein Engagement in China aus, es gründete fünf Joint Ventures mit Wahaha. Im selben Jahr startete ebenfalls ein Joint Venture mit Coca-Cola, das bis 2000 dem Vertrieb von Danone-Joghurt und Minute Maid diente.
1997 gab Danone bekannt, sich auf drei Kerngeschäftsbereiche konzentrieren zu wollen: Milchprodukte, Kekse und Getränke (insbesondere Wasser und Bier). Sparten und Marken, die nicht zu dieser Ausrichtung passten, wurden nach und nach verkauft. Auch das Glasgeschäft wurde weiter reduziert. Im Getränkebereich stärkte Danone das Geschäft mit Wasser, insbesondere in Nordamerika, während es den Großteil seiner Bier-Aktivitäten an Scottish & Newcastle abgab. Auch im Keksbereich verstärkte sich das Unternehmen durch den Erwerb entsprechender Geschäfte von United Biscuits. 2001 erwarb Danone einen 40-Prozent-Anteil an Stonyfield Farm, dem größten Joghurt-Anbieter der USA. Dieser Anteil wurde 2004 auf 80 Prozent aufgestockt. Das nordamerikanische Wassergeschäft verstärkte Danone 2002 ebenfalls durch eine Zusammenarbeit mit Coca Cola und Suntory.
2001 kündigte Danone den Abbau von sechs seiner europäischen Keksfabriken an, in Frankreich führte das zu öffentlichkeitswirksamen Protestkundgebungen. 2002 und 2003 grenzte das Unternehmen seinen Fokus noch weiter ein. Galbani, sein italienischer Käse- und Schinkenproduzent, wurde veräußert, ebenso die restlichen Anteile am Glasgeschäft.
Von 2004 bis 2007 gab das Unternehmen sein Keksgeschäft ab, zunächst 2004 durch den Verkauf entsprechender Aktivitäten in Großbritannien (Jacob's) und Irland, 2007 dann durch den Verkauf der verbliebenen Aktivitäten an Kraft Foods. Der Marktdruck in den Vereinigten Staaten veranlasste Danone, dort seine Wasser-Aktivitäten zu straffen. Im Mai 2005 verkaufte Danone seinen restlichen Anteil an Mahou. Seine Gewürzsaucen (HP Foods) verkaufte Danone einen Monat später an Heinz. Das Asiengeschäft mit der Saucenmarke Amoy ging Anfang 2006 an Ajinomoto.
Die Neuausrichtung wurde durch die Übernahme von Numico abgeschlossen, damals Europas größter Hersteller von frühkindlicher Ernährung, unter anderem mit den Marken Milupa und Nutricia. Die Danone-Geschäftsfelder der kommenden Jahre waren damit weitgehend vorgezeichnet: Milchfrischeprodukte, Mineralwasser und Spezialnahrung.

### Aktivitäten seit 2008
2009 verkürzte das Unternehmen seinen Namen zu Danone.
Sein China-Geschäft reorganisierte Danone in den Folgejahren: einerseits durch Rückzug aus dem Joint Venture Wahaha 2009 und den Verkauf der Anteile an der China Huiyuan Juice Group 2010, andererseits durch ein Gemeinschaftsunternehmen mit beziehungsweise eine Beteiligung an der chinesischen Molkereigruppe Mengniu sowie durch eine Beteiligung am Babynahrungsanbieter Yashili. In zwei Schritten erwarb Danone von Wockhardt 2011 und 2012 zudem das Geschäft mit frühkindlicher und medizinischer Ernährung und erschloss sich so den indischen Markt.
Im Dezember 2009 erreichte das Unternehmen die vollständige Kontrolle über Danone Clover in Südafrika. 2013 erfolgte eine deutliche Aufstockung der Anteile an Centrale laitière du Maroc, einem wichtigen Molkereiunternehmen in Marokko. 2014 folgte der Erwerb eines 40-Prozent-Anteils an Brookside, einem in Kenia beheimateten und in Ostafrika führenden Anbieter für Milchprodukte. Die vollständige Übernahme dieses Unternehmens gelang 2017. Seit 2013 ist Danone an Fan Milk beteiligt, einem Anbieter von Milch- und Saftprodukten in Westafrika.
Das Milchproduktegeschäft in Russland sowie in der Ukraine, in Kasachstan und in Belarus erschloss sich das Unternehmen 2010 durch ein Joint Venture mit dem russischen Anbieter Unimilk.
In den USA erwarb Danone im selben Jahr Medical Nutrition, einen Nahrungsmittelanbieter, der sich auf Eiweißzusätze für ältere Menschen spezialisiert hat. 2013 folgte der Kauf eines 90-Prozent-Anteils am Babynahrungsanbieter Happy Familiy. 2010 erwarb Danone den US-Gefrierjoghurt-Spezialisten YoCream, 2013 folgte dort der Kauf von YoCrunch, einem Joghurt-Produzenten. 2016 erwarb das Unternehmen in den USA WhiteWave, einen führenden Anbieter von Bio-, vegetarischen und veganen Lebensmitteln. Um amerikanische Wettbewerbsauflagen zu erfüllen, verkaufte Danone 2017 Stonyfield Farm. Der WhiteWave-Kauf wurde bereits von Emmanuel Faber verantwortet, der 2014 den Posten des CEO übernommen hatte.
2014 schloss Danone überraschend das Werk in Hagenow, in dem es Fruchtjoghurt produzierte. Als Grund wurden Einbrüche im Umsatz mit Frischmilchprodukten angegeben. Zudem hatten ein unnötiger Produktrückruf im Bereich von Babynahrung, gestiegene Milchpreise und der starke Euro das Geschäft belastet.
Seit 2017 kennzeichnet Danone seine Produkte mit dem Nutri-Score – einem System zur Nährwertkennzeichnung von Lebensmitteln; es startete im französischen Heimatmarkt, später folgten weitere Länder. In Deutschland beziehungsweise in der DACH-Region gehörte das Unternehmen mit dieser Kennzeichnung zu den Vorreitern.

## Gegenwart des Unternehmens

### Ausrichtung und Strategie
Der Lebensmittelkonzern Danone hat seinen Geschäftsschwerpunkt in der Produktion, der Vermarktung und dem weltweiten Verkauf von Milchfrische- sowie pflanzenbasierten Produkten, Mineralwässern und Spezialnahrung, also medizinischer und frühkindlicher Ernährung. Insbesondere seit dem Amtsantritt von Emmanuel Faber 2014 ist die Gruppe bestrebt, sich zu einem nachhaltigen und umweltverträglichen Anbieter von gesunder Nahrung zu entwickeln. Danone ist in Deutschland, Österreich und der Schweiz seit Januar 2023 vollständig B Corp zertifiziert.

### Entreprise à mission
Mitte 2020 veränderte die Danone S.A. ihre Satzung und definiert sich seither auch als Entreprise à mission (Unternehmen mit Auftrag). Die Verfolgung nicht allein wirtschaftlicher, sondern auch sozialer und ökologischer Ziele ist damit Teil der Unternehmensverfassung. Danone ist im französischen Aktienindex CAC 40 und weltweit das erste börsennotierte multinationale Unternehmen mit einer solchen Bestimmung.

### Organisation
Die Danone S.A. ist die Muttergesellschaft der Gruppe mit der Aufgabe, die Einzelgesellschaften direkt oder indirekt zu halten sowie die wichtigsten Funktionen und Tätigkeiten zu koordinieren. Die Einzelgesellschaften sind – mit wenigen Ausnahmen – rechtlich folgenden Unternehmen zugeordnet:
- Compagnie Gervais Danone für den Bereich der Milchfrische- und pflanzenbasierten Produkte
- Holding Internationale de Boissons für den Bereich der Wässer
- Danone Baby & Medical Holding SAS für den Bereich der medizinischen und frühkindlichen Ernährung
- Dan Investments SAS für sonstige Tochtergesellschaften und Investments

Die Gruppe umfasst mehr als 370 Unternehmen mit Sitz in mehr als 75 verschiedenen Ländern. Drei von ihnen sind in Österreich, neun in Deutschland und fünf in der Schweiz angesiedelt (Stand: Ende 2019).

### Jahresergebnisse
|                  | 2017        | 2018        | 2019        | 2020        |
| ---------------- | ----------- | ----------- | ----------- | ----------- |
| Umsatz           | 24,8 Mrd. € | 24,7 Mrd. € | 25,3 Mrd. € | 23,6 Mrd. € |
| Betriebsergebnis | 3,5 Mrd. €  | 3,6 Mrd. €  | 3,8 Mrd. €  | 3,3 Mrd. €  |
| Jahresüberschuss | 2,2 Mrd. €  | 2,3 Mrd. €  | 1,9 Mrd. €  | 1,96 Mrd. € |
| Umsatzrendite    | 14,3 %      | 14,5 %      | 15,2 %      | 14,0 %      |

### Leitung und Personal
Antoine de Saint-Affrique, ein Nachkomme von Louis Bernard-Saint-Affrique, wurde am 15. September 2021 zum neuen CEO ernannt und arbeitet am Hauptsitz von Danone in Paris.
Zum Jahresende 2019 arbeiteten 102.398 Personen in Unternehmen der Danone Gruppe. 41 % von ihnen waren im Bereich Milchfrische- und pflanzenbasierte Produkte tätig, 35 % im Bereich der Mineralwässer und 21 % im Bereich für frühkindliche und medizinische Ernährung. Weitere 3 % arbeiteten in Zentralen, in Danone-Forschungseinrichtungen und Sonderbereichen.

### Aktie und Anteilseigner
| Aktionärsgruppen                | Anteil in % |
| ------------------------------- | ----------- |
| Streubesitz und Mitarbeiterfond | 10 %        |
| Institutionelle Investoren      | 78 %        |
| Eigene Aktien                   | 5 %         |
| Sonstige                        | 7 %         |

Die Aktie von Danone ist Mitglied in einer Reihe von Aktienindizes. Die wichtigsten sind dabei CAC 40 und EURO STOXX 50.

### Situation im deutschsprachigen Raum
Die Danone GmbH hatte ihren Sitz bis November 2022 in Haar bei München. Ihren Schwerpunkt hat sie im Danone-Geschäftsbereich Milchfrische- und pflanzenbasierte Produkte und ist insbesondere mit Milchprodukten befasst. Ein Herstellungsbetrieb, der hier zu Danone gehört, befindet sich in Ochsenfurt bei Würzburg. Beschäftigt werden hier zirka 220 Mitarbeiter. Anfang April 2025 wurde bekannt, dass das Werk in Ochsenfurt zum Jahresende 2026 geschlossen werden soll.
Die Danone Waters Deutschland GmbH mit Sitz in Frankfurt am Main ist im DACH-Raum zuständig für den Bereich der Mineralwässer (Volvic, Evian). Sie erzielte 2018 einen Umsatz von 239,7 Mio. Euro.
Die Nutricia Milupa GmbH, ebenfalls mit Sitz in Frankfurt, ist in der DACH-Region für den Geschäftsbereich  frühkindliche und medizinische Ernährung zuständig. Das Danone-Tochterunternehmen wies 2018 einen Umsatz von 238,4 Mio. Euro aus. Zum Geschäftsbereich gehören ein Werk in Fulda sowie Standorte in Erlangen, Puch, Wien und Zürich.
Zum 1. November 2022 wurde die Nutricia Milupa GmbH zu Danone Deutschland GmbH umbenannt und als übernehmende Gesellschaft mit mehreren anderen Gesellschaften des Konzerns verschmolzen.  Die Gesellschaft mit Sitz in Frankfurt ist damit Trägerin der Geschäfte des Konzerns in Deutschland.

## Corporate Social Responsibility und Kommunikation

### Engagement
1970 führte das Unternehmen eine Gewinnbeteiligung für Mitarbeiter ein.
Mit Muhammad Yunus arbeitete Danone ab 2006 zusammen, um in Bangladesch das Unternehmen Grameen Danone zu errichten, das mit angereichertem Joghurt Mangelernährung bei Kindern bekämpfen sollte. Nach einer von Yunus durchgesetzten Preiserhöhung stürzten die Verkaufszahlen allerdings in ländlichen Regionen um 80 % ab.
2007 folgte die Errichtung des Danone Communities Fonds, der in Sozialunternehmen investiert. Inhaltlicher Schwerpunkt ist die Bekämpfung von Armut und Unterernährung.
2009 legte das Unternehmen den Fonds Danone pour l’Ecosysteme auf. Er wurde als eine Antwort auf die Finanzkrise konzipiert, um Programme zu finanzieren und zu unterstützen, die an der Bewältigung sozialer Herausforderungen arbeiten, sich mit Umweltproblemen auseinandersetzen und der öffentlichen Gesundheit dienen. Lokale Tochterunternehmen arbeiten dabei mit Non-Profit-Organisationen zusammen.

### Sportsponsoring
Das Unternehmen richtet jährlich den internationalen Danone Nations Cup aus, an dem fast zwei Millionen Kinder teilnehmen. Der Wettbewerb gilt als das größte Fußballturnier in der Altersklasse U12. Von Mitte 1992 bis Mitte 1995 war Danone Sponsor von Juventus Turin, einer der erfolgreichsten Mannschaften der italienischen Profifußball-Liga Serie A.
Das Unternehmen trat in Australien mehrfach als Sponsor für Frauen-Tennisturniere auf, so beispielsweise für das Danone Southern Cross Classic 1988, das Danone Hardcourt Open 1989, das Danone Women’s Open 1990, 1991, 1992, die Danone Australian Hardcourt Championships 1993 und die Danone Hardcourt Championships 1994.

### Werbebotschafter
Zu Werbezwecken setzte das Unternehmen für verschiedene Marken, Märkte und Zielgruppe immer wieder Prominente ein, beispielsweise Zinédine Zidane, Marija Scharapowa, Markus Lanz, Jan Köppen und Guido Maria Kretschmer. Im Jahr 2000 gehörte auch Oskar Lafontaine dazu.

## Rezeption

### Marketing-Preise
2007 ehrten die Fachzeitschrift Absatzwirtschaft, die Verlagsgruppe Handelsblatt und der Deutsche Marketing-Verband die Markenführung von „Activia“ mit der Verleihung des Marken-Awards an Danone.
CDP würdigte ab 2018 mehrfach Danones Engagement gegen den Klimawandel.
Beim Marken-Ranking Best Global Brands der Agentur Interbrand zählte Danone 2020 zu den Top 100.

### Kartellstrafen
2001 verhängte die Europäische Kommission ein Bußgeld gegen Danone für seine Mitgliedschaft in einem Kartell auf dem belgischen Biermarkt, das von 1993 bis 1998 existierte. Der Europäische Gerichtshof bestätigte 2007 die Entscheidung der Kommission, Danone musste 42,4 Mio. Euro Strafe zahlen. 2004 folgte eine Strafe wegen Preisabsprachen bei Bierlieferungen an französische Hotels, Restaurants und Gaststätten. Das Bußgeld für Heineken und Danone belief sich auf zusammen 2,5 Mio. Euro.
2013 verhängte die chinesische Regierung Geldstrafen gegen sechs Hersteller von frühkindlicher Ernährung; zu diesen zählte die Danone-Tochter Dumex. Die Anbieter hätten die Verbraucherpreise künstlich hochgehalten. Danone musste umgerechnet rund 28 Mio. Dollar zahlen.

### Kritik
2005 änderte Danone in Frankreich auf Druck einer europäischen Regelung von 1999 den Namen eines Joghurts mit großem Marktanteil. Aus Bio wurde Activia. Die EU-Regelung untersagte die Verwendung des Begriffs „Bio“ für Produkte, die nicht aus biologischer Landwirtschaft stammen.
Werbeaussagen über gesundheitsfördernde Eigenschaften von Actimel (in Nordamerika als DanActive vertrieben) wurden ab 2008 kritisiert. In den USA gab es eine Sammelklage auf Schadenersatz, denn die versprochene Wirkung sei nicht nachweisbar. Foodwatch verlieh Actimel beziehungsweise Danone 2009 den Goldenen Windbeutel, eine Negativ-Auszeichnung für falsche Werbeversprechen der Lebensmittelbranche. Bei der Europäischen Behörde für Lebensmittelsicherheit zog Danone 2010 Anträge zurück, die gesundheitsfördernde Eigenschaften von Actimel und Activia zu bestätigen. Bereits zuvor stoppte das Unternehmen in Frankreich und Großbritannien Anzeigen und Spots zu gesundheitlichen Aspekten.
Die Deutsche Umwelthilfe verklagte das Unternehmen 2011, weil es irreführender Aussagen zur Umweltverträglichkeit von Joghurtbechern gäbe. Danones deutsche Tochtergesellschaft gab daraufhin eine Unterlassungserklärung ab und bezeichnete die PLA-Biokunststoff-Becher fortan nicht mehr als umweltfreundlich.
Laut einem Bericht der Wochenzeitschrift Die Zeit herrscht im Departement Puy-de-Dôme, in welchem das Wasser für Volvic gefördert wird, seit einigen Jahren im Sommer Wasserknappheit. Danone erhöhe jedoch die geförderten Mengen, obwohl für die Bürger und Bauern strenge Wassersparauflagen galten. Die geförderte Wassermenge habe sich innerhalb von 20 Jahren auf 2,7 Millionen Kubikmeter 2018 verdoppelt. Mittlerweile verbrauche Danone zehnmal so viel Wasser wie alle 4500 Einwohner der Gemeinde zusammen. Danone widersprach der These vom Einfluss seiner Entnahmen auf den Wasserhaushalt. Danone entnehme der Natur nicht mehr als sie geben könne.
Hunderttausende Marokkaner boykottierten 2018 Danone und zwei weitere Lebensmittelkonzerne wegen hoher Preise. Danone versprach daraufhin Preissenkungen. Der Druck auf die marokkanische Tochtergesellschaft führte dort zu Verlusten in Millionenhöhe.
Danone wurde wie weiteren großen Säuglingsfertigmilch-Herstellern von der Aktion gegen den Hunger vorgeworfen, durch aggressives Marketing in Entwicklungsländern Frauen zum Kauf ihrer Produkte anstatt des Stillens zu bringen. Damit würden die Unternehmen gegen den Internationalen Kodex für die Vermarktung von Muttermilchersatzprodukten verstoßen.
Seit 2020 gilt Danone in Indonesien als größter Verursacher von Plastikmüll in den Ozeanen.